# LoRa

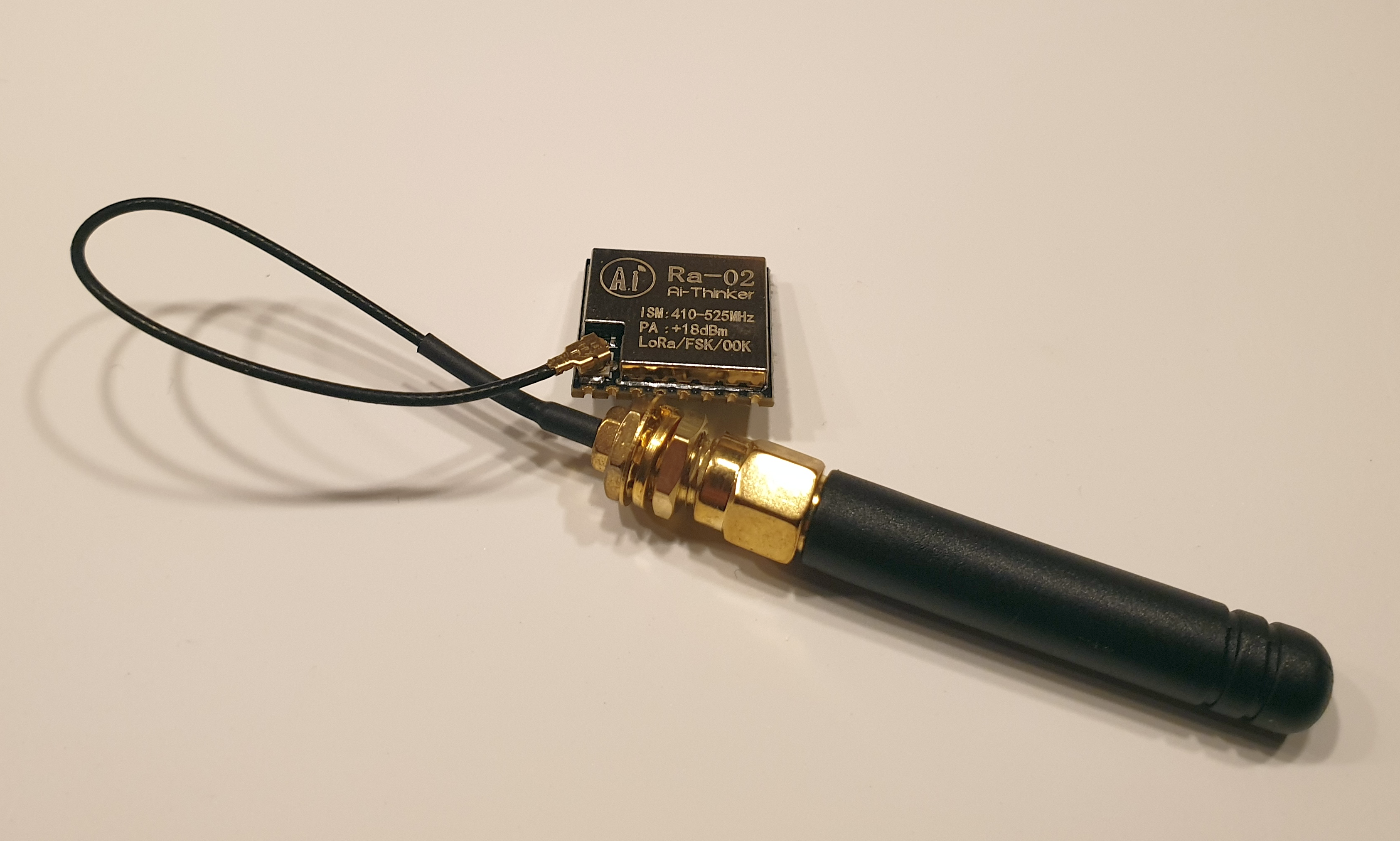
Módulo LoRa Ra-02-es

LoRa (da abreviação do inglês Long Range) é uma tecnologia de comunicação sem fio de longo alcance e baixo consumo de energia, projetada para conectar dispositivos da Internet das Coisas (IoT) a redes de grande escala. Ela permite a transmissão de pequenas quantidades de dados a longas distâncias, sendo ideal para aplicações como cidades inteligentes, agricultura de precisão, rastreamento de ativos e monitoramento ambiental.
A tecnologia LoRa é baseada na modulação por espectro de propagação, derivada do Chirp Spread Spectrum (CSS), o que garante alta resistência a interferências e eficiência energética. Desenvolvida originalmente pela empresa francesa Cycleo e patenteada em 2014, a tecnologia foi adquirida pela Semtech em 2012, que passou a liderar sua adoção global.
LoRa é frequentemente utilizada em conjunto com LoRaWAN, um protocolo que define como os dispositivos se comunicam dentro de uma rede LoRa. Em 2021, o ITU reconheceu oficialmente o LoRaWAN como um padrão internacional de LPWAN (ITU-T Y.4480).

## Características
A tecnologia LoRa opera em faixas de frequência sub-gigahertz sem licença, variando conforme a região:
- Europa: EU868 (863–870/873 MHz)
- América do Norte: US915 (902–928 MHz)
- América do Sul: AU915/AS923-1 (915–928 MHz)
- Índia: IN865 (865–867 MHz)
- Ásia: AS923 (915–928 MHz)

LoRa permite transmissões de longo alcance com baixo consumo de energia, cobrindo apenas a camada física da comunicação sem fio. Os protocolos superiores, como o LoRaWAN, são responsáveis pelo gerenciamento da comunicação entre dispositivos.
As taxas de transmissão de dados variam entre 0,3 kbit/s e 27 kbit/s, dependendo do fator de espalhamento utilizado.

### Comparação com outras tecnologias
LoRa é amplamente utilizada em redes de sensores sem fio para a Internet das Coisas (IoT), sendo uma das tecnologias LPWAN mais populares. Seu alcance é superior a padrões como Zigbee e Bluetooth, mas a taxa de transmissão de dados é significativamente menor.

### Geolocalização
Os dispositivos LoRa possuem capacidades de geolocalização que permitem a determinação da posição de dispositivos sem o uso de GPS, por meio de técnicas de trilateração baseadas em carimbos de tempo dos gateways da rede.

## Desempenho
A tecnologia cobre a camada física, enquanto outras tecnologias e protocolos, como o LoRaWAN (Long Range Wide Area Network), cobrem as camadas superiores. Em janeiro de 2018, novos chipsets LoRa foram anunciados, com menor consumo de energia, maior poder de transmissão e tamanho reduzido em comparação à geração mais antiga.
Os dispositivos LoRa possuem recursos de geolocalização usados para triangular posições de dispositivos por meio de carimbos de data/hora dos gateways. O LoRa e LoRaWAN permitem conectividade de longo alcance para dispositivos da Internet das Coisas (IoT) em diferentes tipos de indústrias.
Em 2023 foi conseguido o recorde de distância de comunicações LoRa de 1336 km, conseguido com trackers LoRaWAN instalados no barco de pesca Estrela de Sesimbra e nas suas bóias na costa de Sesimbra, e que conseguiram estabelecer comunicação com um gateway nas Canárias a mais de 1300 km de distância.

## Arquitetura da Rede LoRa
A rede LoRa é composta por três elementos principais: dispositivos finais (nós sensores/atuadores), gateways e servidores de rede. Essa estrutura permite a comunicação de longo alcance com baixo consumo de energia, sendo amplamente utilizada para aplicações de Internet das Coisas (IoT).

### Componentes
- Dispositivos finais (nós LoRa): Sensores ou atuadores equipados com chips LoRa que coletam ou enviam dados. Eles podem operar no modo ponto-a-ponto ou conectar-se a uma rede baseada no protocolo LoRaWAN.
- Gateways: Dispositivos intermediários que recebem sinais dos nós LoRa e os retransmitem para os servidores de rede usando conexões de maior largura de banda, como Ethernet, Wi-Fi ou redes celulares.
- Servidores de rede: Responsáveis por processar os dados recebidos dos gateways, aplicando regras de roteamento e garantindo a segurança das comunicações.[16]

### Funcionamento da Comunicação
A comunicação em uma rede LoRa ocorre da seguinte maneira:
1. Os dispositivos finais transmitem dados usando a modulação LoRa na frequência apropriada.
2. Os gateways recebem essas transmissões e as encaminham simultaneamente para os servidores de rede.
3. O servidor de rede processa os pacotes recebidos e encaminha as informações para aplicativos de usuário ou sistemas de controle.

A comunicação LoRa pode operar em modo assíncrono (quando os dispositivos enviam dados apenas quando necessário) ou sincronizado (quando há uma troca contínua de informações). O alcance do sinal pode variar de alguns quilômetros em áreas urbanas a mais de 15 km em áreas rurais.

### LoRa vs. LoRaWAN
Embora os termos sejam frequentemente usados como sinônimos, LoRa e LoRaWAN são conceitos distintos:
- LoRa refere-se exclusivamente à camada física de comunicação sem fio baseada em Chirp Spread Spectrum (CSS).
- LoRaWAN é um protocolo de rede que define como os dispositivos LoRa se comunicam de forma segura e escalável. Ele inclui funcionalidades como gerenciamento de dispositivos, autenticação e alocação de espectro.[18]

A separação entre LoRa e LoRaWAN permite que a tecnologia seja utilizada tanto em redes privadas, operadas diretamente por empresas, quanto em redes públicas de larga escala.

## Aplicações, Comparação e Desafios
A tecnologia LoRa é utilizada em diversos setores que necessitam de comunicação sem fio de longo alcance e baixo consumo de energia. Seu uso varia entre aplicações comerciais e industriais até projetos experimentais e de hobby, sendo uma das principais soluções para redes de Internet das Coisas (IoT).

### Setores de Aplicação

#### Comercial e Industrial
LoRa é amplamente adotada em setores que exigem monitoramento remoto e conectividade eficiente:
- Cidades inteligentes – Sensores para monitoramento de iluminação pública, qualidade do ar e gestão de resíduos.
- Agricultura de precisão – Monitoramento de umidade do solo, temperatura e rastreamento de animais.
- Logística e rastreamento – Controle de frota, monitoramento de cargas e rastreamento de containers.
- Indústria 4.0 – Manutenção preditiva, gestão de energia e controle remoto de equipamentos.

#### Projetos DIY e Hobby
Devido ao seu baixo custo e à comunidade ativa de desenvolvedores, LoRa também é popular em projetos experimentais e de hobby. Exemplos incluem:
- Redes comunitárias – Projetos como o Meshtastic permitem criar redes abertas.
- Monitoramento caseiro – Sensores de temperatura, qualidade do ar e estações meteorológicas pessoais.
- Exploração científica – Comunicação de balões estratosféricos e dispositivos em áreas remotas.

### Comparação com Outras Tecnologias
LoRa se destaca entre outras tecnologias LPWAN por seu longo alcance e baixo consumo de energia, mas apresenta limitações na taxa de transmissão de dados.
| Tecnologia | Alcance   | Consumo de Energia | Taxa de Transmissão | Custo Operacional | Aplicação                                |
| ---------- | --------- | ------------------ | ------------------- | ----------------- | ---------------------------------------- |
| LoRa       | Até 15 km | Muito baixo        | 0,3–27 kbit/s       | Baixo             | Sensores IoT, monitoramento              |
| Sigfox     | Até 50 km | Muito baixo        | 100 bps             | Baixo             | Sensores de baixa taxa de dados          |
| NB-IoT     | Até 10 km | Baixo              | Até 250 kbit/s      | Médio             | IoT em redes móveis                      |
| LTE-M      | Até 10 km | Médio              | Até 1 Mbit/s        | Alto              | Dispositivos móveis e sensores avançados |

### Vantagens e Desafios

#### Pontos Fortes
As principais vantagens de LoRa incluem:
- Alcance estendido – Cobre grandes áreas, sendo útil para zonas rurais e subterrâneas.
- Baixo consumo de energia – Dispositivos podem operar por anos com uma única bateria.
- Infraestrutura flexível – Suporte para redes privadas e públicas, conectando milhares de dispositivos.
- Baixo custo de operação – Utiliza frequências sem licença, reduzindo custos regulatórios.
- Equipamentos baratos – é possivel construir um receptor e emisor por menos de R$300,00.

#### Desafios
Algumas das principais limitações da tecnologia:
- Baixa taxa de transmissão – Inadequada para aplicações que exigem alta velocidade, como vídeo e voz.
- Interferência em ambientes urbanos – O uso de espectro não licenciado pode causar congestionamento.
- Dependência da topologia – Obstáculos físicos podem reduzir o alcance do sinal.

## Exemplos de Uso
Desde redes comunitárias até sistemas industriais e ambientais. Seu baixo consumo de energia e longo alcance a tornam ideal para conectividade em áreas remotas e aplicações IoT de grande escala. Projetos como Meshtastic utilizam LoRa para criar redes mesh descentralizadas, permitindo comunicação de longo alcance sem infraestrutura tradicional.
Exemplos de uso:
- Comunicação em trilhas e expedições – Montanhistas e aventureiros usam Meshtastic para manter contato em locais sem sinal de celular. A rede mesh permite envio de mensagens e compartilhamento de localização GPS.
- Redes comunitárias de emergência – Voluntários e ativistas criam redes para garantir comunicação durante desastres naturais ou protestos, independente de redes móveis ou internet.[26]

- Comunicação em trilhas e expedições – Montanhistas e aventureiros usam Meshtastic para manter contato em locais sem sinal de celular. A rede mesh permite envio de mensagens e compartilhamento de localização GPS.
- Redes comunitárias de emergência – Voluntários e ativistas criam redes Meshtastic para garantir comunicação durante desastres naturais ou protestos, independente de redes móveis ou internet.[27]
- Monitoramento ambiental remoto – Sensores detectam mudanças de temperatura e umidade, enviando alertas precoces para autoridades.[28]
- Rastreamento de gado e animais selvagens – Colares inteligentes com LoRa monitoram localização e saúde de rebanhos e animais selvagens.[29]
- Monitoramento de colmeias – Apicultores utilizam sensores LoRa para medir temperatura e umidade dentro de colmeias, otimizando a produção de mel.[30]
- Cidades inteligentes – Sensores LoRa são utilizados para monitoramento de iluminação pública, estacionamento inteligente e qualidade do ar.[31]
- Gestão de água e esgoto – Medidores inteligentes transmitem dados sobre consumo e detectam vazamentos em tempo real.[32]
- Irrigação agrícola inteligente – Sensores de solo conectados via LoRa otimizam o uso de água, reduzindo desperdícios e melhorando a produtividade.[33]
- Redes de sensores para terremotos – Sistemas de alerta precoce utilizam LoRa para detectar tremores e avisar populações antes de terremotos.[34]
- Monitoramento de infraestrutura – Sensores estruturais equipados com LoRa avaliam a integridade de pontes, prédios e barragens.[35]
- Rastreamento de bicicletas e veículos – Dispositivos LoRa são usados para rastreamento de frotas e veículos pessoais sem necessidade de GPS contínuo.[36]
- Monitoramento de deslizamentos de terra – Sensores de solo conectados via LoRa medem umidade e pressão, prevenindo deslizamentos em áreas de risco.[37]
- Controle de temperatura em transporte de vacinas – Sensores LoRa garantem que vacinas sejam transportadas dentro das temperaturas recomendadas.[38]
- Gestão inteligente de resíduos – Lixeiras equipadas com sensores LoRa indicam quando precisam ser esvaziadas, otimizando rotas de coleta.[39]

Esses exemplos demonstram a flexibilidade da tecnologia LoRa, sendo utilizada tanto em redes descentralizadas, como Meshtastic, quanto em infraestrutura urbana e ambiental.